# Botușel, Suceava
Botușel este un sat în comuna Fundu Moldovei din județul Suceava, Bucovina, România.
 Acest articol despre o localitate din județul Suceava este deocamdată un ciot. Puteți ajuta Wikipedia prin completarea lui.